# Samuel Bredetzky
Samuel Bredetzky (* 18. März 1772 in Deutsch-Jakubjan, Königreich Ungarn; † 25. Juni 1812 in Lemberg, Kaisertum Österreich) war Superintendent der evangelischen Kirche in Galizien, sowie Lehrer, Geograph und Schriftsteller.

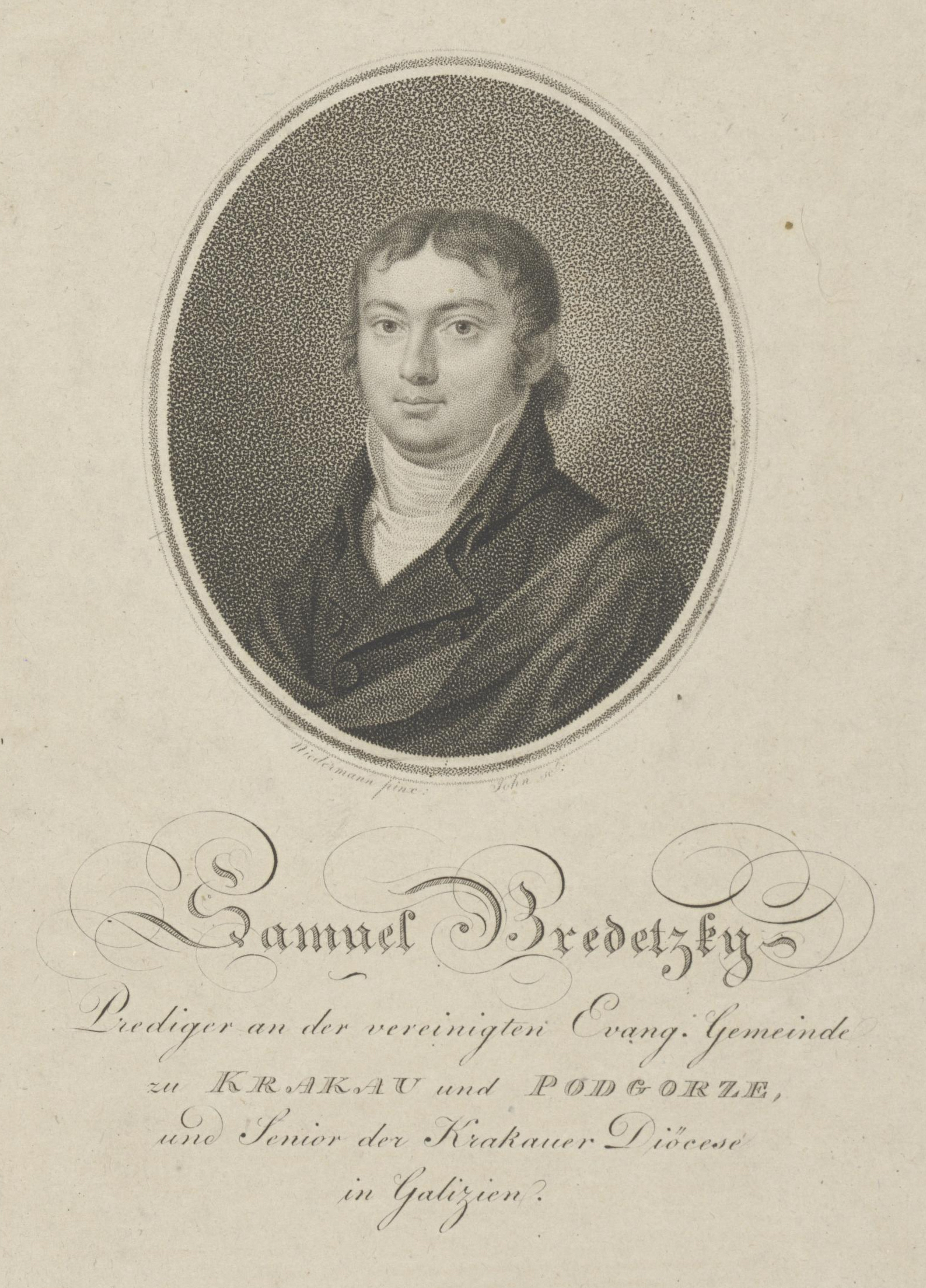
Samuel Bredetzky

## Leben und Wirken
Samuel Bredetzky erblickte in dem Dorf Deutsch-Jakubjan (heute Chminianske Jakubovany, Slowakei) in der Scharoscher Gespanschaft des Königreiches Ungarn das Licht der Welt. Sein Vater Matthias Bredetzky war für die dortige evangelische Kirchengemeinde als Schullehrer, Kantor und Organist tätig. Die Mutter Susanna, geborene Fabry, stammte aus dem Städtchen Leibitz (heute Ľubica) und brachte den Jungen bald dorthin zu seinen Großeltern. Als dann die Lehrer- und Kantorenstelle in Leibitz frei wurde, kamen 1777 auch seine Eltern nach.
Zunächst nahm der Junge am Schulunterricht seines Vaters in Leibitz teil, dann besuchte er ab 1785 das Gymnasium in Käsmark. Im Oktober 1786 schickten ihn die Eltern auf das evangelische Lyzeum nach Ödenburg, wo er bis zum Frühjahr 1788 seine Schulausbildung fortsetzte. Anschließend besuchte er wieder das Gymnasium in Käsmark und wechselte danach, 1789 auf das evangelische Gymnasium nach Csetnek, um die slowakische Sprache zu erlernen. In den zwei Jahren, die er alsdann hier verbrachte, übte er sich ferner in Rhetorik und nahm an den Philosophie-Kolloquien teil, die der Rektor der Schule, Thomas Tsisch (ungarisch Csis), leitete. Rückblickend schreibt er über diese Zeit: „Unter meinen Lehrern besitzt Rektor Tsisch in Csetnek meine ganze Achtung und Liebe.[...] Er, weckte die Liebe zu den Wissenschaften in meiner Seele.“ Im Jahre 1791 bezog Bredetzky abermals das Lyzeum in Ödenburg und verweilte an dieser traditionsreichen evangelischen Lehranstalt bis zu seinem Studienabschluss im April 1796.
Anschließend unternahmen er und sein Studienfreund Jakob Glatz eine Reise nach Deutschland. Dabei führte sie der Weg in die Universitätsstadt Jena im Herzogtum Sachsen-Weimar-Eisenach, wo beide beschlossen, an der „Alma Mater Jenensis“ ihr Studium auszubauen.
Bredetzky blieb nun zwei Jahre in Jena und studierte bei den Professoren, Griesbach, Schütz, Paulus und Fichte, Theologie, Philosophie und naturhistorische Wissenschaften. Rückblickend schreibt er: „Dem Bergrath Lenz habe ich es zu verdanken, daß ich an Mineralogie und Geognosie Geschmack fand, [...] Jena war damals in seiner schönsten Blüthe. Fichte und Paulus zogen die Aufmerksamkeit des Deutschen Publikums auf sich, während Hofrath Schütz, der ehrwürdige Griesbach, Loderer und Hufeland zu den erworbenen Palmen neue hinzufügten. [...] Ein wahrer Leckerbissen für uns waren die Vorlesungen des Hofraths Schütz über den Horaz und über Pädagogik. Mit welcher Leichtigkeit entwickelte dieser Mann die Kantischen Ansichten über philosophische Gegenstände! mit welchem Zauber zog er uns in die Horazische Welt! [...] Unvergeßlich bleiben mir die schönen Tage (die ich) in Jena verlebte.“
Am 15. April 1798 verließ Bredetzky Jena und reiste in seine Heimat zurück. Bereits am 6. September wurde er als Professor an die neuerrichtete Bürgerschule nach Ödenburg berufen. An diesem Lehrinstitut wirkte er alsdann bis zum 16. September 1802. Danach ging er für zweieinhalb Jahre nach Wien und wurde dort für die evangelische Kirchengemeinde als Vikar und Katechet tätig. Damals freundete er sich mit dem Topographen Johann Matthias Korabinsky an, einem Landsmann, für den er nach dessen Tode im Juni 1811 einen treffenden Nachruf verfasste. 
Im Jahre 1805 wurde Bredetzky als Prediger und Senior nach Krakau berufen. Am 1. April 1805 verließ er Wien und begab sich auf die vierzehntägige Reise nach Galizien. Nur ein knappes Jahr war es ihm möglich, sich in der vereinigten evangelischen Kirchengemeinde zu Krakau und Podgorze als Seelsorger zu entwickeln, dann wurde er als Vertreter für den im Januar 1806 verstorbenen Superintendenten Josef Paulini in die ostgalizische Stadt Lemberg versetzt. Dort war er nun als Pfarrer und Senior tätig und verwaltete die verwaiste galizische Diözese bis zum 29. Januar 1808, als er nach einer Sitzung des k. k. evangelischen Konsistoriums A. B. in Wien zum geistlichen Leiter der evangelischen Superintendentur A. B. des Kronlandes Galizien ernannt wurde. Bredetzky bekleidete das Amt des Superintendenten der Diözese nur vier Jahre. Am 20. oder 25. Juni 1812 verstarb er 40-jährig an seiner Wirkungsstätte in Lemberg.

## Schriften
- Elementarbüchlein zum Gebrauch beym öffentlichen Unterricht. Josef Anton Sieß, Ödenburg, 1800
- Beyträge zur Topographie des Königreiches Ungern. 4 Bände, Camesina, Wien, 1803–1805
- Neue Beyträge zur Topographie und Statistik von Ungarn, Geistinger, Wien, 1807
- Abschiedsrede bey der Niederlegung der Lehrstelle an der Bürgerschule zu Ödenburg. Sieß, Ödenburg, 1802
- Zwey Gelegenheitspredigten. Josef Georg Traßler, o. O., o. J
- Reisebemerkungen über Ungarn und Galizien. 2 Bände, Anton Doll, Wien, 1810
- Kurzer Umriß der biblischen Geschichte des alten und neuen Testamentes. Rehm, Wien, 1809